# Абдурахманов, Шавкатхожа
Шавкатхожа Абдурахманов (род. 14 августа 1968) — киргизский футболист, имеющий также гражданство Узбекистана, нападающий и полузащитник. Выступал за сборную Кыргызстана. Лучший футболист Кыргызстана 1994 года.

## Биография
В советский период не выступал в соревнованиях мастеров.
После образования независимого чемпионата Кыргызстана стал играть в высшей лиге в составе клуба «Семетей» (Кызыл-Кия). В первых трёх сезонах был одним из лучших бомбардиров национального чемпионата, забив 56 голов в 64 матчах, в 1992 году занял в споре бомбардиров второе место (20 голов), в 1994 году — третье место (17 голов), в 1993 году был в десятке (19 голов). В 1994 году со своим клубом стал серебряным призёром чемпионата и по итогам сезона был признан лучшим футболистом Кыргызстана.
С 1995 года выступал в высшей лиге Узбекистана за клубы «Атласчи» (Маргилан), «Нефтчи» (Фергана), «Навбахор» (Наманган), «Андижан». В составе «Нефтчи» провёл полсезона в 1996 году, стал серебряным призёром чемпионата и обладателем Кубка Узбекистана. В составе «Навбахора» — двукратный бронзовый призёр (1997, 1998) и обладатель Кубка страны 1998 года.
В конце карьеры вернулся в Кызыл-Кию и провёл ещё один сезон за местный клуб в высшей лиге.
Всего за карьеру сыграл в высшей лиге Кыргызстана 79 матчей и забил 61 гол, в высшей лиге Узбекистана — 184 матча и 18 голов.
В национальной сборной Кыргызстана провёл единственный матч 25 октября 1992 года в рамках Кубка Центральной Азии против Казахстана.